# Бадряш
Бадря́ш (рос. Бадряш, башк. Бәҙрәш) — присілок (у минулому селище) у складі Янаульського району Башкортостану, Росія. Входить до складу Кісак-Каїнської сільської ради.
Населення — 50 осіб (2010; 66 у 2002).
Національний склад:
- башкири — 61 %